# Canthophorus
Genre
Canthophorus est un genre d'insectes du sous-ordre des hétéroptères (punaises), de la famille des Cydnidae, de la sous-famille des Sehirinae, de la tribu des Sehirini, qui comprend sept espèces depuis 2018.

## Description
Ces punaises sont noires luisantes et ovales (comme d'autres Cydnidae), avec des reflets métalliques, et (à l'exception de C. cœruleus) une bande blanche sur la bordure latérale du pronotum et sur celle des exocories, la section externe de la partie coriacée de l'aile antérieure (chez Exosehirus, genre africain, uniquement sur l'exocorie). Le connexivum est bicolore, blanchâtre et sombre alterné. Le scutellum est en triangle isocèle, et assez allongé. Leur taille est de 4.5 à 8 mm.

## Répartition et habitat
Il s'agit d'un genre paléarctique. Sept des neuf espèces indiquées par BioLib (22 juillet 2022), peuvent être rencontrées en Europe. C. wagneri a été trouvée de la Turquie au Turkménistan.
Elles aiment les endroits secs et ensoleillés, sablonneux ou rocailleux, avec une végétation rase, basse ou buissonnante. 
En Grande-Bretagne, C. impressus a beaucoup régressé et disparu de plusieurs comtés.

## Biologie
Il s'agit de punaises phytophages, dont plusieurs sont inféodées à des espèces particulières de plantes. Ainsi, C. impressus est trouvé sur Thesium humifusum et Thesium alpinum, C. fuscipennis exclusivement sur Centranthus angustifolius, et C. maculipes sur Centranthus ruber. C. niveimarginatus mange les graines de Thesium chinense. Des espèces ont des régimes moins stricts, comme C. dubius, rencontré sur Thesium ssp., vipérines, sauges, thyms, pins et genévriers, ou C. melanopterus, sur Osyris alba et Thesium ssp. ou autres plantes des sables telles que Helichrysum stoechas, Hieracium eriophorum, ou Artemisia maritima. 
On les rencontre au sol ou sur les plantes basses.
Les adultes sont rencontrés toute l'année, et se reproduisent une fois par année.
Chez C. niveimarginatus, des soins parentaux ont été observés, entre autres par la ponte, par la femelle d'œufs trophiques, non fécondés, qui servent à nourrir les juvéniles éclos des œufs fécondés. Cette production peut intervenir avant ou après l'éclosion des jeunes, et permet d'améliorer significativement leur survie.

## Systématique
Les espèces de ce genre ont souvent été comprises dans le genre Sehirus Amyot & Serville, 1843, comme en témoigne encore le site ITIS (22 juillet 2022), qui considère Canthophorus comme un synonyme invalide de Sehirus, alors qu'il est aujourd'hui reconnu par la communauté scientifique,.

Il règne encore une certaine incertitude sur la définition des espèces, qui est renforcée par le fait que beaucoup ne se distingue réellement que par l'étude des organes génitaux du mâle, ce qui suppose la dissection. Ainsi, en Grande-Bretagne, on a pensé que l'espèce présente était C. dubius, alors qu'il semble que ce soit C. impressus. C. mixtus est indiscernable de C. melanopterus. Le critère des ailes enfumées pour cette dernière espèce n'est ni systématique, ni exclusif. C. hissaricus Asanova, 1964 a été rétrogradé en 2018 au rang de sous-espèce de C. mixtus. C fuscipennis a été synonymisé en 2016 avec Sehirus aeneus, puis déplacé dans le genre Adomerus en 2018, ainsi que C. maculipes, mais de nouvelles confusions sont apparues, et une nouvelle définition a été donnée des deux espèces, Sehirus aeneus devenant synonyme de C. maculipes... 

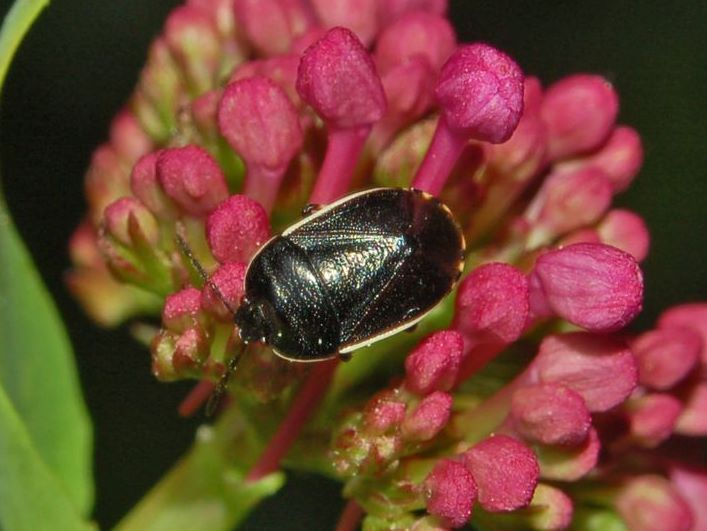
Canthophorus dubius adulte.
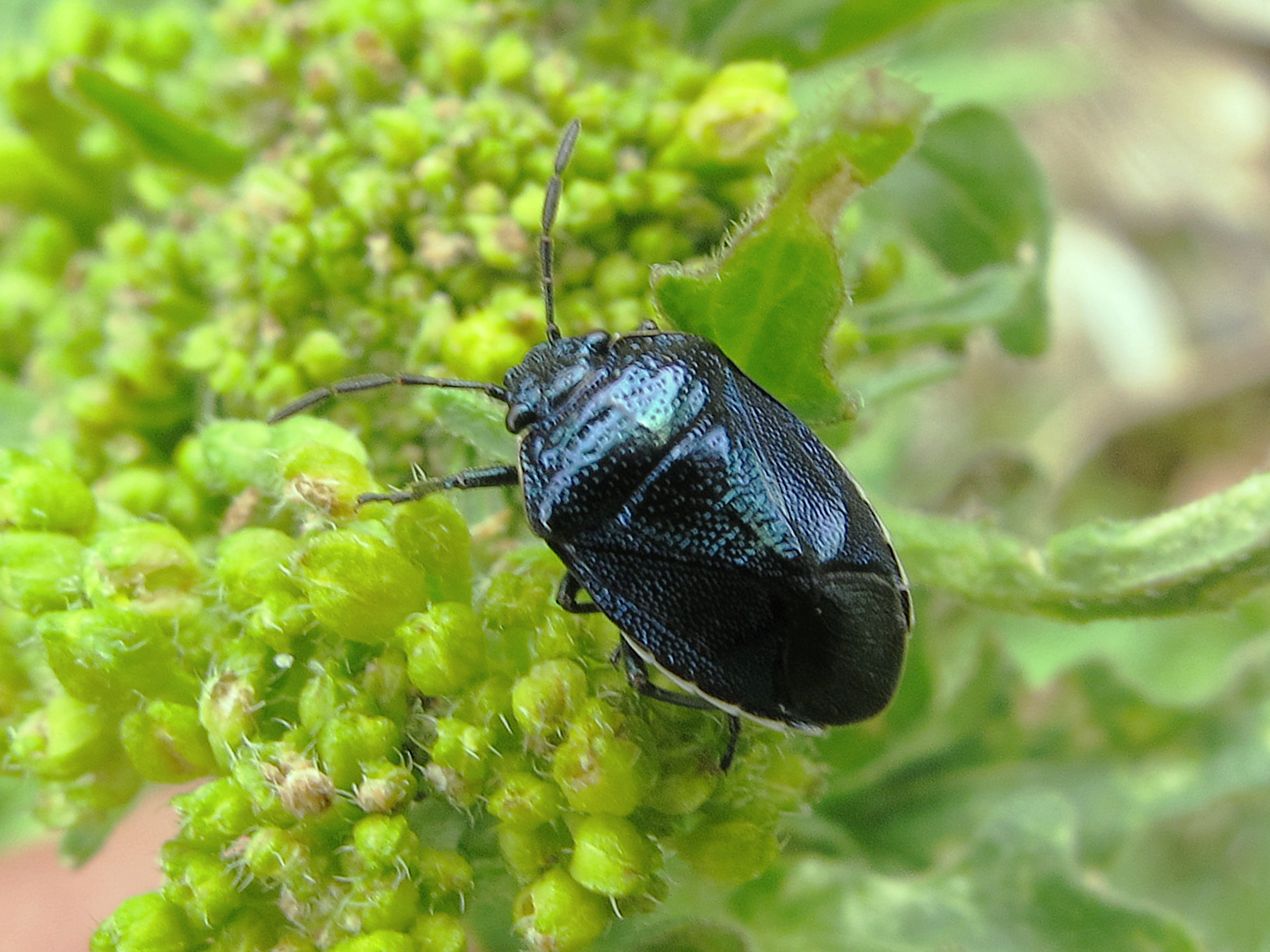
Canthophorus melanopterus, adulte.
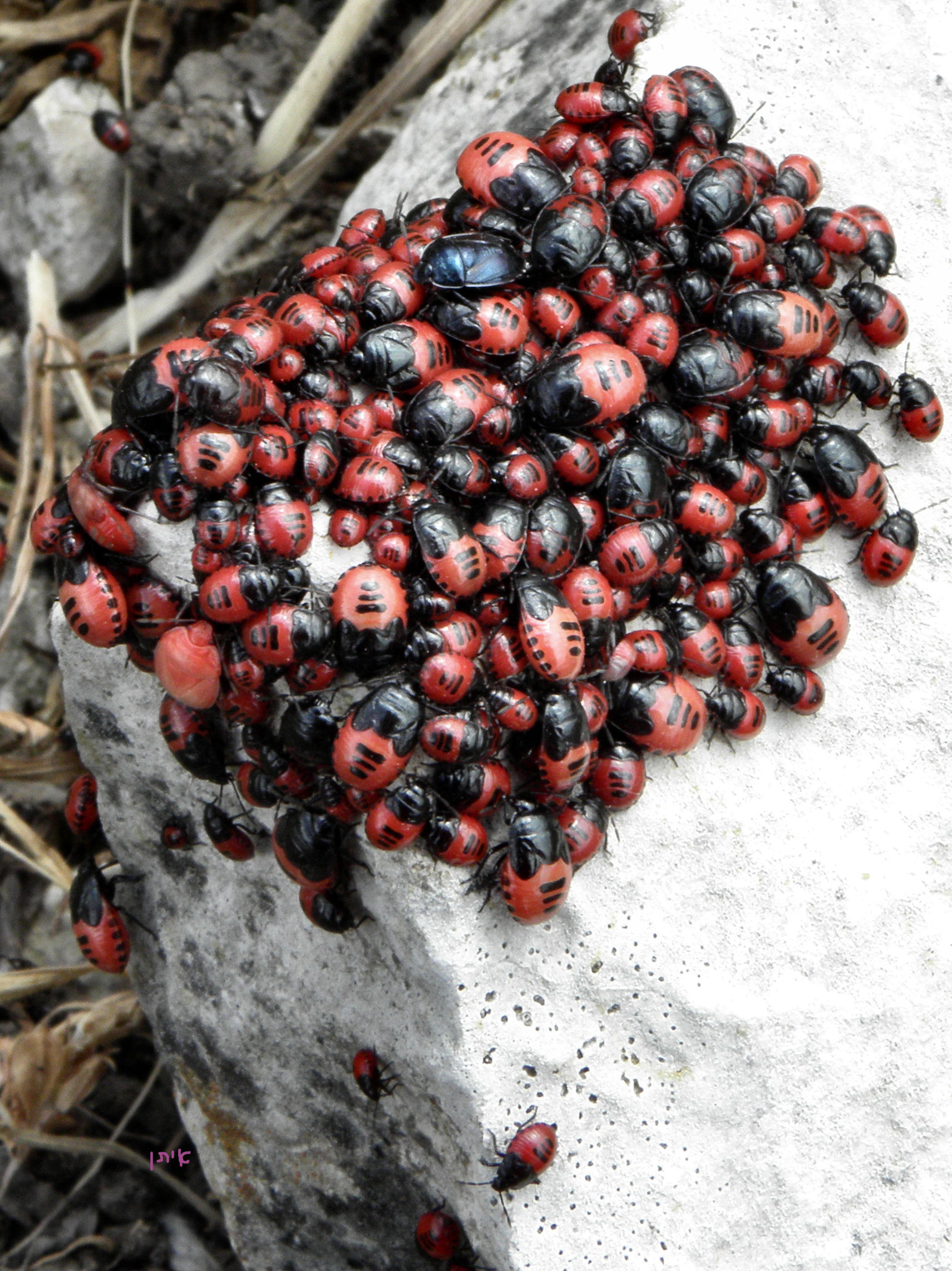
Canthophorus melanopterus, larves avec un adulte

### Liste d'espèces
D'après BioLib (22 juillet 2022) :
- Canthophorus cœruleus (Reuter, 1902)
- Canthophorus dubius (Scopoli, 1763)
- Canthophorus fuscipennis (Horváth, 1899), déplacé depuis 2018 dans le genre Adomerus[10].
- Canthophorus impressus (Horváth, 1881)
- Canthophorus maculipes (Mulsant, 1852), déplacé depuis 2018 dans le genre Adomerus[10].
- Canthophorus melanopterus (Herrich-Schäffer, 1835)
- Canthophorus mixtus Asanova, 1964
- Canthophorus niveimarginatus Scott, 1874
- Canthophorus wagneri Asanova, 1964